# Championnat de France de ski
Pour l’article homonyme, voir Championnats de France de ski alpin.
Le titre de champion de France de ski fut décerné de 1907 à 1941. Il était fondé sur la combinaison de résultats en ski de fond et en saut à skis.

## Histoire
Des premières « journées de liesse » sont organisés à Chamonix, au Sappey en Chartreuse ou encore à Monestier-de-Clermont entre 1901 et 1905.
La première compétition date de 1907. Elle a lieu du 9 au 12 février 1907 et elle est organisée par le club alpin français. Le règlement de la compétition est basé sur les épreuves internationales similaires et il est rédigé par Henri Cuenot qui sera plus tard le premier président de la Fédération française de ski. Le titre de champion de France était décerné sur les épreuves de la semaine internationale des sports d'hiver organisée par le club alpin français et, pour être champion de France de ski, il fallait effectuer l'épreuve de saut et de fond. Les premiers championnats en 1907 ont eu lieu à Montgenèvre en présence du Général Gallieni,. Le Norvégien Durban Hansen saute à 26 mètres. L'édition 1910 eut lieu à Cauterets, ce qui permit de développer le ski dans les Pyrénées.
La compétition est suspendue pendant la Première Guerre mondiale. Lors du conflit, les skis sont peu utilisés par les forces militaires. Mais ils continuent d'être utilisés par les habitants et par les militaires en permission. 
Dans les années 1920, les compétitions sont ouvertes aux athlètes étrangers (majoritairement hors concours). Entre 1932 et 1939, les classements sont ouverts aux athlètes étrangers afin d'aguerrir les skieurs français,. À partir de 1933, les épreuves de ski alpin (descente et de slalom) sont intégrées de façon officielle dans le programme des championnats de France et leurs résultats sont associés avec ceux des épreuves de saut et de fond pour décerner l'unique titre de champion de France de ski. En 1942, la fédération décide de mettre fin à cette pratique en raison  du désintérêt des jeunes skieurs et décerne des titres de champion de France par disciplines (ski alpin et ski nordique).

## Palmarès
- Jusqu'en 1932 : résultats combinés de l'épreuve de saut à skis et de celle de ski de fond[9]
- 1933 : résultats combinés des épreuves de saut à skis, de ski de fond et du combiné descente/slalom[9],[13] ;
- De 1934 à 1941 : résultats combinés des épreuves de saut à skis, de ski de fond, de descente et de slalom[9]

| Année | Lieu                     | Premier            | Deuxième           | Troisième           |
| ----- | ------------------------ | ------------------ | ------------------ | ------------------- |
| 1907  | Montgenèvre              | Lieutenant Alloix  | Lieutenant Deville | Lieutenant Dobromez |
| 1908  | Chamonix                 | Lieutenant Alloix  |                    |                     |
| 1909  | Morez                    | Alfred Couttet     |                    |                     |
| 1910  | Cauterets                | Lieutenant Alloix  |                    |                     |
| 1911  | Le Lioran                | Lieutenant Berge   |                    |                     |
| 1912  | Chamonix                 | Paul Barbe         |                    |                     |
| 1913  | Gérardmer                | Alfred Couttet     |                    |                     |
| 1914  | Chamonix                 | Alfred Couttet     |                    |                     |
| 1920  | Chamonix                 | Kléber Balmat      |                    |                     |
| 1921  | Chamonix                 | Marius Farini      |                    |                     |
| 1922  | Morez                    | Marius Farini      |                    |                     |
| 1923  | Luchon-Superbagnères     | Georges Berthet    |                    |                     |
| 1924  | Briançon-Montgenèvre     | Georges Ravanel    |                    |                     |
| 1925  | Briançon-Montgenèvre     | Kléber Balmat      | Mandrillon         | Cachat              |
| 1926  | Pontarlier               | Kléber Balmat      |                    |                     |
| 1927  | Chamonix-Mont-Blanc      | Martial Payot      |                    |                     |
| 1928  | Chamonix-Mont-Blanc,     | Martial Payot      | François Vallier   | Kléber Balmat       |
| 1929  | Luchon-Superbagnères,    | Raymond Berthet    |                    |                     |
| 1930  | Briançon-Montgenèvre,    | Raymond Berthet    |                    |                     |
| 1931  | Villars-de-Lans,         | Raymond Berthet    |                    |                     |
| 1932  | Chamonix,                | Elias Julen        | Paul Piguet        | Frédéric Piguet     |
| 1933  | Briançon - Montgenèvre , | Raymond Berthet    | Robert Villecampe  | Martial Payot       |
| 1934  | Superbagnères,           | Heinz Von Allmen   |                    | André Jamet         |
| 1935  | Chamonix                 | Sigmund Ruud       |                    |                     |
| 1936  | Chamonix,                | Rolf Kaarby        | Raymond Berthet    | Ostermeyer          |
| 1937  | Chamonix,                | Raymond Berthet    |                    |                     |
| 1938  | Beuil-les-Launes,        | Heinz Von Allmen   |                    | André Yerli         |
| 1939  | Superbagnères            | Hellmut Lantschner |                    | Fernand Mermoud     |
| 1940  | Épreuves annulées        | Épreuves annulées  | Épreuves annulées  |                     |
| 1941  | Superbagnères            | A. Arnaud          |                    |                     |